# Cornélia Nelly Lajeunesse
Marie-Lélia Cornélia (Cordélia) Nelly Lajeunesse (* 31. März 1849 oder 29. Mai 1854 in Chambly; † nach 1930 in London) war eine kanadische Sängerin, Pianistin und Musikpädagogin. 

## Leben und Wirken
Gleich ihrer Schwester Emma Albani wurde Cornélia von ihrem Vater Joseph Lajeunesse zunächst zu Hause, später am  Sacré-Coeur Convent in Sault-au-Récollet unterrichtet. Sie trat 1862 in Montreal und 1864 in den USA mit ihrer Schwester auf, wobei sie häufig deren Grand Duet für zwei Klaviere spielten. 1870 folgte sie Emma nach Paris und nahm erneut an deren Konzertreisen teil. Von 1874 bis 1877 studierte sie am Königlichen Konservatorium für Musik in Stuttgart und erhielt ein Diplom im Fach Harmonielehre. Danach wirkte sie längere Zeit als Musiklehrerin der Kinder der königlichen Familie in Spanien. Ab etwa 1900 lebte und arbeitete sie wieder mit ihrer Schwester.